# Geremia da Beinette
Geremia da Beinette, noto anche come Hieremias à Bennettis e Hieremias à Benettis, nato Bernardo Giovanni Cavalli D'Olivola o Giuseppe Bernardo Cavalli d'Olivola (Beinette, 26 gennaio 1704 o 1709 – 23 luglio 1774 o 1776), è stato un religioso italiano.

## Biografia
Originario del Piemonte, apparteneva all'Ordine dei frati minori cappuccini.

## Opere
Geremia da Beinette scrisse due trattati storici:
- Chronica et critics historiæ sacrae et profanæ, che tratta di alcune questioni astronomiche, riti religiosi e antichi, con l'obiettivo di facilitare lo studio delle Sacre Scritture;
- Privilegiorum S. Petri vindicia, che tratta della storia del pontificato romano